# Чак Тейлор
Чарльз Холліс Тейлор (англ. Charles Hollis Taylor, 24 червня 1901 — 23 червня 1969) — американський баскетболіст і продавець баскетбольного взуття/продавець товарів, який найбільше відомий своєю співпрацею з брендом Chuck Taylor All-Stars, який він допомагав покращувати та просувати.

## Раннє життя та освіта
Чарльз «Чак» Тейлор народився в сільській місцевості округу Браун, штат Індіана, 24 червня 1901 року. Тейлор, випускник середньої школи Columbus у Колумбусі, штат Індіана, у 1919 році грав на позиції захисника в шкільній баскетбольній команді. Став капітаном університетської команди, коли навчався на другому курсі середньої школи, а також двічі брав участь у збірній усіх штатів.

## Карєра
Тейлор розпочав свою кар’єру як напівпрофесійний баскетболіст у 1919 році та як гравець-менеджер баскетбольної команди Converse All-Stars у середині 1920-х років, але він став широко відомим як продавець і рекламатор баскетбольного взуття Converse All-star. Тейлор подорожував країною, відкриваючи місцеві баскетбольні клініки, роблячи спеціальні виступи та зустрічаючись з клієнтами в місцевих магазинах спортивних товарів, щоб рекламувати баскетбольне взуття компанії. Під час Другої світової війни тренував баскетбольну команду Wright Field Air-Tecs протягом сезону 1944–1945 років і служив інструктором з фізичної підготовки в армії США, перш ніж відновити кар’єру комівояжера для Converse. Тейлор пішов з роботи в 1968 році. У 1969 році його прийняли в Баскетбольну залу слави імені Нейсміта.

## Продавець Converse

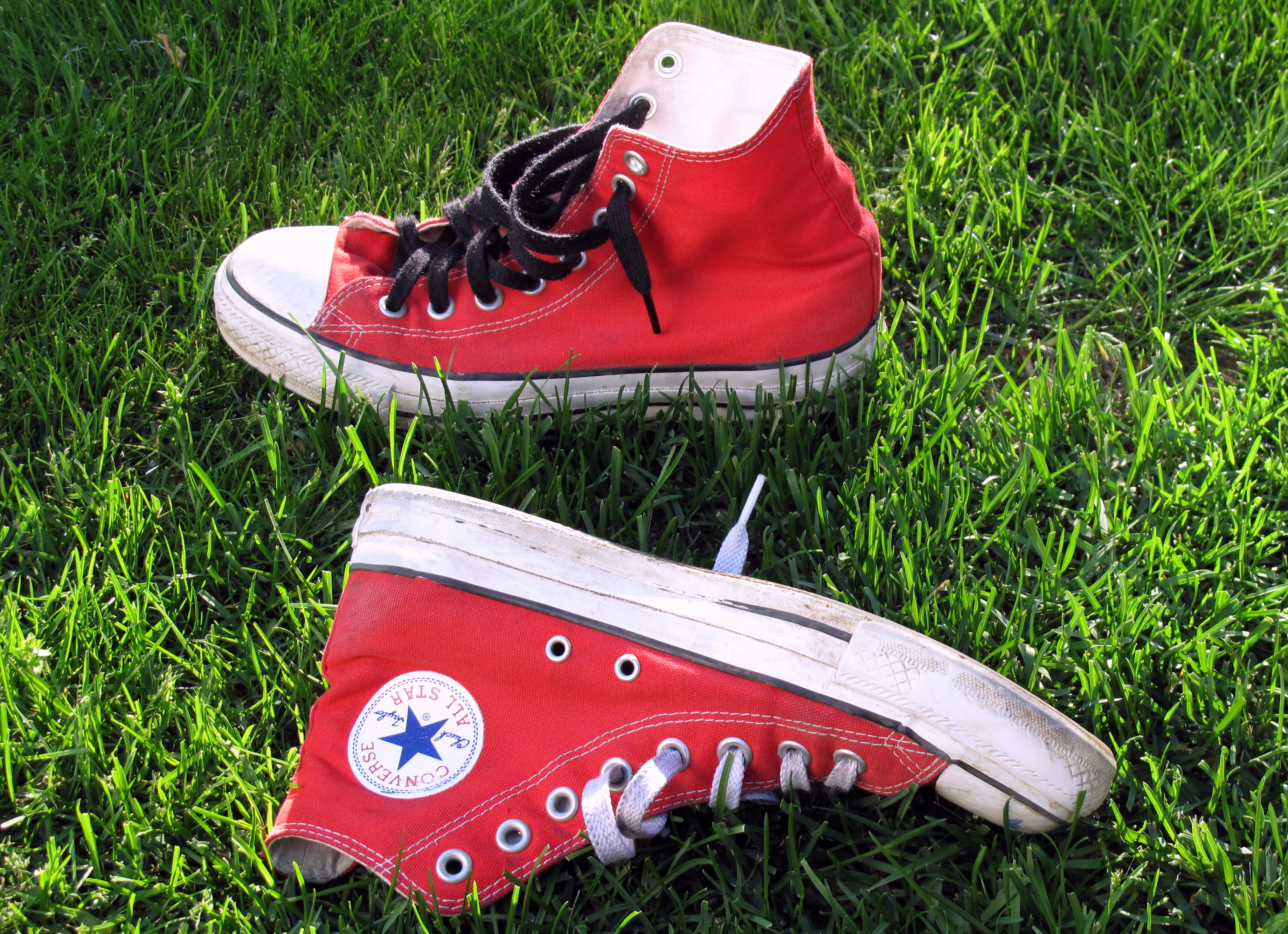
Червона пара Converse Chuck Taylor All Stars

У 1921 році коли Тейлор відвідував офіс компанії в Чикаго, С. Р. «Боб» Плетц, затятий спортсмен, найняв Тейлора продавцем у Converse Rubber Shoe Company,. Попереднього року компанія представила попередню версію Converse All Stars як одне з перших кросівок, спеціально розроблених для гри в баскетбол. Протягом року після прибуття Тейлора компанія прийняла його пропозиції щодо зміни дизайну взуття Converse All Star, щоб забезпечити підвищену гнучкість і підтримку. Оновлене взуття також містило характерний логотип у формі зірки на нашивці, яка захищала щиколотку. Після того, як підпис Тейлора був доданий до логотипу All Star на латці взуття, вони стали відомі як Chuck Taylor All Stars.